# Китайский, Пётр Александрович
Пётр Александрович Китайский (род. 1 января 1937; c. Большая Янисоль, Полтавская область, УССР, СССР) — советский и российский спортсмен, Мастер спорта СССР по спортивной гимнастике, Заслуженный тренер РСФСР (1991).

## Биография
Пётр Александрович Китайский начал заниматься конькобежным спортом в одной из спортивных школ Ленинграда. В седьмом классе переключился на спортивную гимнастику, проходил подготовку под руководством тренера-преподавателя Игоря Ивановича Добровольского (впоследствии ― Заслуженный тренер СССР). В 1956 году, после окончания школы, поступил на учёбу в монтажный техникум, где проучился 2 года и затем перешёл в Ленинградский государственный институт физической культуры им. П. Ф. Лесгафта, который и окончил в 1962 году. После учёбы в институте по распределению был направлен в Свердловск. В городском спортивном обществе «Динамо» был принят на работу тренером-преподавателем по спортивной гимнастике. В 1966 году был переведён в ДЮСШ Дома пионеров Свердловской железной дороги, снова тренером-преподавателем. С 1989 года работал старшим тренером-преподавателем по спортивной гимнастике в ДЮСШ Свердловской железной дороги.
За время своей работы подготовил ряд выдающихся спортсменов: Д. Древина (ЗМС, бронзовый призёр Летних Олимпийских игр 2000 года); мастеров спорта международного класса А. Сивоклокова, А. Погерельцева, Е. Крылова, В. Вирского и Д. Матвеева; мастеров спорта М. Ахмадиева, В. Ветрова, Е. Корякова и М. Федица.
В 1991 году Пётр Александрович был удостоен звания «Заслуженный тренер РСФСР» по спортивной гимнастике. В 1998 году также был награждён почётным знаком «Почётный железнодорожник».
Ныне продолжает преподавать в МБОУ ДО ДЮСШ № 8 «Локомотив» города Екатеринбург.